# Người Mỹ gốc Đan Mạch
Người Mỹ gốc Đan Mạch (tiếng Anh: Danish Americans, tiếng Đan Mạch: Dansk-amerikanere) là người Mỹ có nguồn gốc tổ tiên có nguồn gốc hoàn toàn hoặc một phần từ Đan Mạch. Có khoảng 1.500.000 người Mỹ gốc Đan Mạch hoặc gốc..

## Dân số
Theo Điều tra dân số Hoa Kỳ năm 2000, các bang có dân số người Mỹ gốc Đan Mạch lớn nhất như sau:
- California - 207.030
- Utah - 144.713
- Minnesota - 88.924
- Wisconsin - 72.160
- Washington - 72.098

Các bang có dân số người Mỹ gốc Đan Mạch nhỏ nhất như sau:
- Tây Virginia - 1.317
- Delaware - 1.585
- Rhode Island - 1.811
- Vermont - 2.522
- Mississippi - 2.617
- Washington, D.C. có dân số người Mỹ gốc Đan Mạch nhỏ nhất, với 1.047 người được tính vào năm 2000.